# Questo folle sentimento/Avevo una bambola
Questo folle sentimento/Avevo una bambola è il primo singolo del gruppo musicale Formula 3, pubblicato dall'etichetta discografica Numero Uno nel 1969.

## Tracce
1. Questo folle sentimento – 3:52 (Lucio Battisti, Mogol)
2. Avevo una bambola – 3:16 (Joe South, Mogol)

Durata totale: 7:08